# 太融寺町
太融寺町（たいゆうじちょう）は、大阪市北区の町名。丁番を持たない単独町名である。

## 地理
大阪市北区の中心地に位置。東は野崎町、西は新御堂筋を挟んで曽根崎、南は兎我野町、北は扇町通を挟んで堂山町・神山町に接する。

## 歴史
元は西成郡北野村の一部で、1897年（明治30年）に大阪市北区に編入された。1900年（明治33年）4月の町名改正により北野太融寺町となった。
地内にある太融寺は嵯峨天皇第十二皇子源融ゆかりの寺院で、淀殿の墓所がある。
2020年代に入ると太融寺町から兎我野町にかけた通称「アメリカン通り」で立ちんぼ（売春婦）が出没。SNSで話題になったことから次第に立ちんぼも客も増加傾向を示した。大阪府警察は、女性に対し売春防止法違反による摘発を進める一方、2024年（令和6年）からは、目立つ場所を避けるといった心理的傾向を逆手に取り、道路を黄色く塗装する、魚の絵を貼り付けるといった手法も導入した。

### 地名の由来
真言宗高野山準別格本山、佳木山宝樹院太融寺を由来とする。

## 世帯数と人口
2019年（平成31年）3月31日現在の世帯数と人口は以下の通りである。
| 町丁     | 世帯数 | 人口  |
| -------- | ------ | ----- |
| 太融寺町 | 89世帯 | 111人 |

### 人口の変遷
国勢調査による人口の推移。
| 1995年（平成7年）  | 50人 | [ 8 ]  |  |
| 2000年（平成12年） | 33人 | [ 9 ]  |  |
| 2005年（平成17年） | 47人 | [ 10 ] |  |
| 2010年（平成22年） | 64人 | [ 11 ] |  |
| 2015年（平成27年） | 85人 | [ 12 ] |  |

### 世帯数の変遷
国勢調査による世帯数の推移。
| 1995年（平成7年）  | 17世帯 | [ 8 ]  |  |
| 2000年（平成12年） | 10世帯 | [ 9 ]  |  |
| 2005年（平成17年） | 24世帯 | [ 10 ] |  |
| 2010年（平成22年） | 48世帯 | [ 11 ] |  |
| 2015年（平成27年） | 67世帯 | [ 12 ] |  |

## 学区
市立小・中学校に通う場合、学区は以下の通りとなる。北区内の全ての市立中学校と、大阪市内の小中一貫校が対象で学校選択が可能（抽選を実施）。
| 番・番地等 | 小学校             | 中学校             |
| ---------- | ------------------ | ------------------ |
| 全域       | 大阪市立扇町小学校 | 大阪市立天満中学校 |

## 事業所
2016年（平成28年）現在の経済センサス調査による事業所数と従業員数は以下の通りである。
| 町丁     | 事業所数  | 従業員数 |
| -------- | --------- | -------- |
| 太融寺町 | 199事業所 | 2,740人  |

## 施設
- 太融寺
- 自香寺
- 圓頓寺
- 大原簿記法律専門学校梅田校

かつて存在した施設
- 梅田ピカデリー - 2011年（平成23年）1月16日をもって閉館。

## 交通

### 鉄道
- 地内に駅はなく、Osaka Metro谷町線「東梅田駅」が最寄り駅である。

### 道路
国道
- 国道423号（新御堂筋）

主要地方道
- 大阪市道大阪環状線（扇町通）

### 路線バス
大阪シティバス
- 太融寺町（36・37・78・83号系統。いずれも大阪駅前起点で東方向へ向かう路線である）

## その他

### 日本郵便
- 〒530-0051[3]（集配局：大阪北郵便局[15]）